# Freisa d'Asti frizzante
Le Freisa d'Asti frizzante est un vin rouge effervescent italien de la région Piémont doté d'une appellation DOC depuis le 1er septembre 1972. Seuls ont droit à la DOC les vins rouges récoltés à l'intérieur de l'aire de production définie par le décret.

## Aire de l'appellation
La superficie plantée en vignes est de 365,75 hectares.

## Caractéristiques organoleptiques
- couleur : rouge grenat ou cerise plutôt clair
- odeur : caractéristique délicat, arômes de framboise et de rose.
- saveur : aimable, frais avec un fond assez agréable de framboise. Dans le type sec délicatement souple.

Le Freisa d'Asti frizzante  se déguste à une température de 8 – 10 °C et il se consomme jeune.

## Production
Province, saison, volume en hectolitres :
- pas de données disponibles